# Jupiters (musikgrupp)
För andra betydelser, se Jupiter (olika betydelser).
Jupiters var ett dansband från Hagfors i Sverige som var verksamt mellan åren 1962 och 1968. Det grundades med namnet Swennys och bytte 1963 namn till The Jupiters för att 1965 ta namnet Jupiters. Bandet släppte en skiva med låtarna Min vän och Marguerite på skivmärket Dollar Records år 1968. Låten min vän prövades på Svensktoppen.
Bandet är mest känt för att sångaren Christer Sjögren spelade orgel och sjöng i bandet.